# HIP 13044

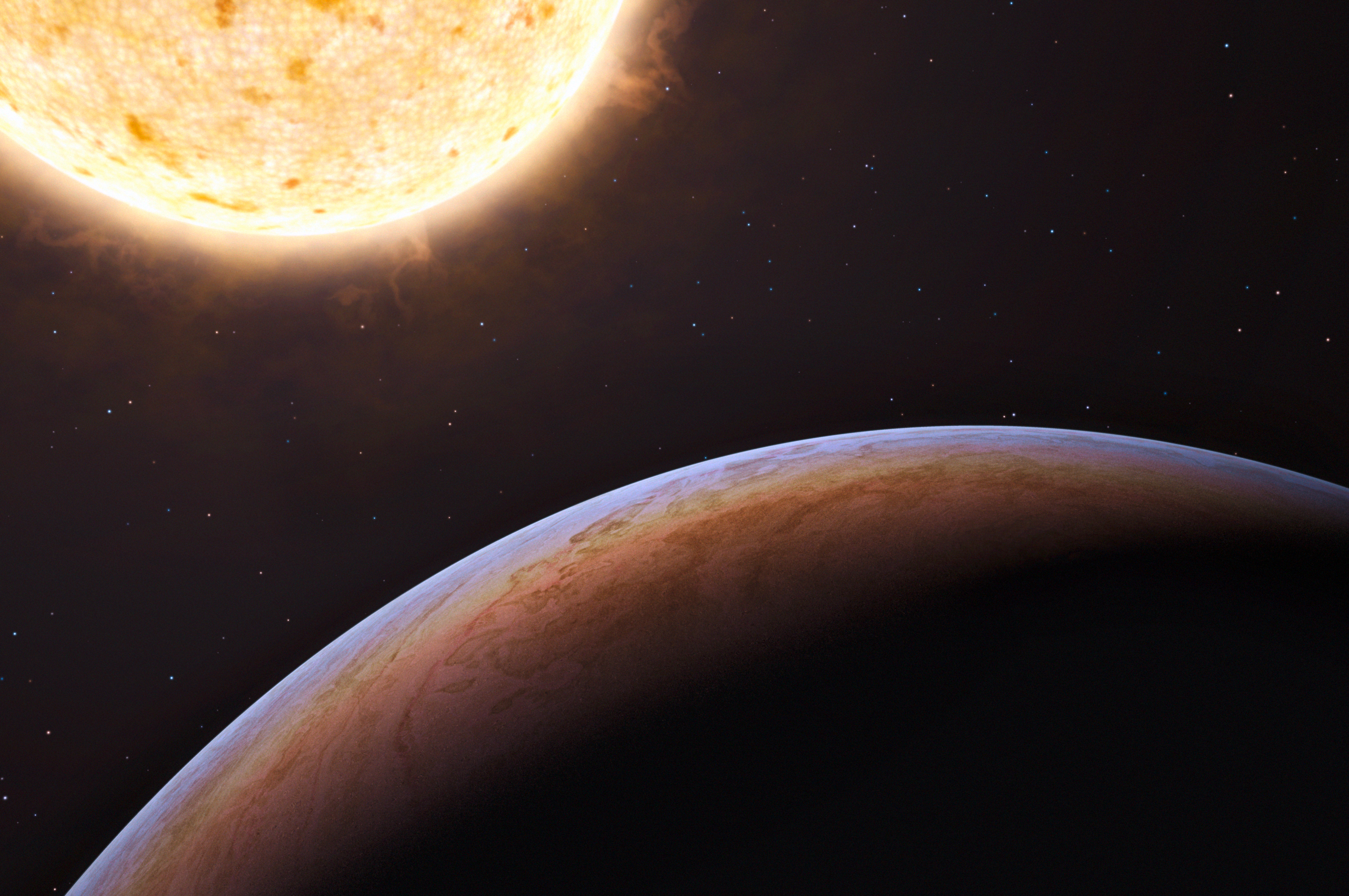
HIP 13044bと惑星の想像図

HIP 13044は地球から約2,000光年離れた距離にある恒星の1つ。水平分枝星である。2010年にHIP 13044 bという惑星が発見された。銀河系（天の川銀河）外に起源を持つ最初の太陽系外惑星として注目された。

## 恒星
HIP 13044 は現在太陽系から2000光年離れた銀河系内の位置にある。銀河系中心に対する公転軌道はこの星がヘルミ・ストリームと呼ばれる恒星ストリームに属していることを示している。ヘルミ・ストリームは過去に銀河系に衝突・吸収された伴銀河の残骸と考えられているため、この星は、現在は銀河系に属しているものの、その起源は銀河系外にある可能性が高い。ヘルミ・ストリームに属する他の恒星と同様に、HIP 13044 は太陽と比べて含まれる金属量が極端に少ない。つまり、水素とヘリウム以外の重元素が不足している。金属量の指標となる [Fe/H] の値は-2.1であり、これは太陽と比べて約0.8%の割合でしか金属が含まれていないことを意味する。
HIP 13044 の質量は太陽の0.8倍、半径は太陽の6.7倍、有効温度は6025ケルビンで、恒星が寿命の末期に辿る進化段階の一つ水平分枝星に分類される。水平分枝星は低金属量の恒星が赤色巨星分枝星として膨張した後に一時的に収縮して安定状態となったものである。つまり HIP 13044 は過去に、現在より温度が低く半径の大きい赤色巨星の状態を経ていると考えられている。HIP 13044 は水平分枝星を細分した分類である赤色水平分枝 (RHB) に属しているが、RHBの中では最も高温側に位置し、赤色の分類名に反して太陽よりも有効温度が高い。

## 惑星
2010年に、ヨーロッパ南天天文台のFEROS分光器を用いたドップラー分光法の観測に基づいて、HIP 13044 には太陽系外惑星HIP 13044 bの発見が報告された。この惑星は現在の惑星形成論では説明がつかないものとして注目を集めた。原始惑星系円盤から惑星が形成されると言うのが主流な理論であるが、このとき円盤の組成と恒星の組成は一致すると考えられている。したがって、恒星に金属が少ないということは、円盤の金属量も少なく、巨大ガス惑星が成長するための最初の核も形成されないはずである。
また前述のように現在のHIP 13044は水平分枝星で、過去に赤色巨星の状態を経たと考えられている。軌道半径が0.12天文単位しかないこの惑星が実在のものならば、それは膨張した赤色巨星の外層に取り込まれながらも恒星に吸収されずに生き延びた可能性がある。
しかし2014年、HIP 11952の惑星と共にHIP 13044 bの検出方法の問題を修正したところ、修正後には、惑星が存在する証拠が消滅したことから、存在自体に懐疑的な意見が出されている。
| 名称 （恒星に近い順） | 質量           | 軌道長半径 （天文単位） | 公転周期 (日) | 軌道離心率  | 軌道傾斜角 | 半径 |
| --------------------- | -------------- | ----------------------- | ------------- | ----------- | ---------- | ---- |
| b (未確認)            | 1.25 ± 0.05 MJ | 0.116 ± 0.001           | 16.2 ± 0.3    | 0.25 ± 0.05 | —          | —    |